# Ясукэ (сериал)
«Ясукэ» — японо-американский сериал в жанре аниме, основанный на одноимённой исторической личности, воине африканского происхождения, который служил под началом японского даймё Оды Нобунаги в период самурайских конфликтов Сэнгоку в XVI веке в Японии. В сериале, созданном Лешоном Томасом и анимированном японской анимационной студией MAPPA, главную роль играет Лакит Стэнфилд играет главную роль. Сериал был выпущен на Netflix 29 апреля 2021 года.

## Сюжет
В альтернативной феодальной Японии XVI века, наполненной магией и передовыми технологиями, африканец, названный Ясукэ, прошёл путь от службы у миссионеров-иезуитов во времена торговли Намбан до воина и вассала на службе у правителя Оды Нобунаги. В 1582 году он стал свидетелем поражения войск Нобунаги в битве при храме Хонно-дзи против армии Тёмного генерала, который служит демоническому военачальнику Ями-но Даймё. После смерти Нобунаги и разгрома его войск Ями-но-даймё получает полный контроль над страной. Двадцать лет спустя Ясукэ пытается оставить позади свое легендарное прошлое ронина, известного как «Чёрный самурай», и уходит на пенсию лодочником-отшельником по имени Ясан в отдалённой деревне. В местном баре он встречает певицу по имени Итика и соглашается отвезти её и её дочь Саки, больную девочку с таинственными магическими способностями, на север, к специальному врачу, который сможет её исцелить. После нападения наёмников, которые охотятся за Итикой и Саки, Ясукэ поручено защищать девочку. В пути он пытается примириться со своим прошлым, сражается с потенциальными завоевателями Японии и сталкивается с тёмными сверхъестественными силами, поскольку Ясукэ и Саки оказываются в эпицентре борьбы с силами Ями-но Даймё.

## Персонажи
- Ясукэ (яп. 弥助) — бывший слуга иезуитов по имени Эусебио Ибрахимо Балои из племени Яо, но, став самураем под началом Оды Нобунаги, получил имя Ясукэ, после чего его мастерство и честь снискали большую благосклонность его господина, несмотря на дискриминацию по цвету кожи и недоверие к его иностранному происхождению. Став кайсякунином Нобунаги после его поражения при храме Хонно-дзи, он избежал рабства у иезуитов и стал отшельником, работая лодочником, перевозящим людей по реке, на которой живёт. После 20 лет, проведённых в бегах, он неохотно присоединяется к Саки, после того как их пути пересекаются в борьбе с Абрахамом и слугами Ями-но Даймё.

Озвучивали: Дзюн Соэдзима (японский); Лакит Стэнфилд (английский)
- Ода Нобунага (яп. 織田 信長) — исторический военачальник Японии, которому почти удалось объединить Японию под своим началом. Также исторически сложилось, что Нобунага насмехался над традициями, направленными на развитие Японии под его правлением, и даже взял Ясукэ в качестве вассала. Нобунага также не стеснялся своей романтической любви к Раммару.

Озвучивает: Такэхиро Хира (японский и английский)
- Саки — приёмная дочь Итики, спасенная от Абрахама в младенчестве. Она обладает невероятными мистическими способностями, способными составить конкуренцию Ями-но Даймё в качестве естественного противовеса злодею.

Озвучивают: Кико Тамура (японский); Майя Танида (английский)
- Нацумару — онна-бугэйся, женщина-самурай Нобунаги, она дружит с Ясукэ, и их объединяет то, что другие члены клана Нобунаги считают её чужой. Выяснилось, что Нацумару является членом клана Ига, а также шпионом Хаттори Хандзо в рядах Нобунаги. Несмотря на взаимную приязнь, Ясукэ узнаёт её тайну и с сожалением убивает её во время битвы с армией Хандзо.

Озвучивали: Фусако Урабэ (японский); Минг-На Вен (английский)
- Итика — певица в гостинице. Нанимает Ясукэ, чтобы он отвез её и Саки к врачу вверх по реке.

Озвучивают: Риэ Танака (японский); Гвендолин Йео (английский)
- Морисукэ — врач, который лечит и тренирует исключительно Саки, поскольку обладает схожими способностями. Когда-то он был самураем в войсках Нобунаги, служа вместе с Ясукэ. Он руководит школой наставничества экстрасенсов и видит в Саки избранную, которая положит конец Ями-но-даймё.

Озвучивают: Ю Камио (японский); Пол Накаучи (английский)

## Эпизоды
| № | Название         | Режиссёр                              | Сценарий                  | Раскадровка     | Дата релиза       |
| 1 | «Ронин»          | Такэру Сато                           | Лешон Томас, Flying Lotus | Сато Такэру     | 29 апреля 2021 г. |
| --- | ---------------- | ------------------------------------- | ------------------------- | --------------- | ----------------- |
| Спустя 20 лет после падения Оды Нобунаги Ясукэ отправляется в путешествие с Итикой и её дочерью Саки, чтобы показать девочку специальному врачу. Ясукэ вспоминает, как Нобунага нанял его. Во время своего путешествия они подвергаются нападению группы наёмников, посланных даймё, чтобы захватить Саки из-за её особых способностей. |                  |                                       |                           |                 |                   |
| 2 | «По-старому»     | Ясуфуми Соэдзима                      | Лешон Томас, Flying Lotus | Хироси Кобаяси  | 29 апреля 2021 г. |
| После смерти Итики Ясукэ и Саки возвращаются в деревню, преследуемые наёмниками. Ясукэ вспоминает о своей службе Нобунаге в его стремлении объединить Японию. Вскоре наёмники перебарывают Ясукэ после того, как он отказывается выдать Саки.                                                                                           |                  |                                       |                           |                 |                   |
| 3 | «Смертные грехи» | Кунихиро Мори, Симпэй Камата (кошмар) | Лешон Томас, Flying Lotus | Сатоси Иватаки  | 29 апреля 2021 г. |
| Ясукэ ложно обвиняют в убийстве Итики, Абрахам удерживает его и пытает, в то время как Никита и Харуто выслеживают Саки. Сила Саки растёт, и ей удается помочь Ясукэ и убить Абрахама. |                  |                                       |                           |                 |                   |
| 4 | «Долгий путь»    | Хироюки Камбэ                         | Лешон Томас, Flying Lotus | Масахиро Андо   | 29 апреля 2021 г. |
| По пути к доктору Морисукэ Саки и Ясукэ сталкиваются с отрядом воинов и их могущественным лидером лейтенантом Куросакой. Решающая битва заканчивается тем, что Куросака получает удар ножом в грудь. Оставив Саки на попечение доктора Морисукэ, Ясукэ продолжает свой путь.                                                            |                  |                                       |                           |                 |                   |
| 5 | «Боль и кровь»   | Кадзуя Ивата                          | Лешон Томас, Flying Lotus | Кенъити Судзуки | 29 апреля 2021 г. |
| Ясукэ сражается с тёмным генералом Мицухидэ, в то время как доктор Морисукэ помогает Саки освободиться от тёмного влияния даймё. Когда армия тьмы наращивает силы, вмешиваются наемники. Однако более многочисленная тёмная армия уничтожает большинство наёмников, вынуждая силы доктора Морисукэ отступить к храму.                   |                  |                                       |                           |                 |                   |
| 6 | «Баланс»         | Такэру Сато                           | Лешон Томас, Flying Lotus | Такэру Сато     | 29 апреля 2021 г. |
| Пока доктор Морисукэ сдерживает наступление армии тьмы, Ясукэ и Саки проникают в Тёмный замок. Ясукэ попадает под действие галлюциногенной магии Даймё, но Саки избавляет его от неё. Вместе они уничтожают даймё. |                  |                                       |                           |                 |                   |